# Réseau ferré de France

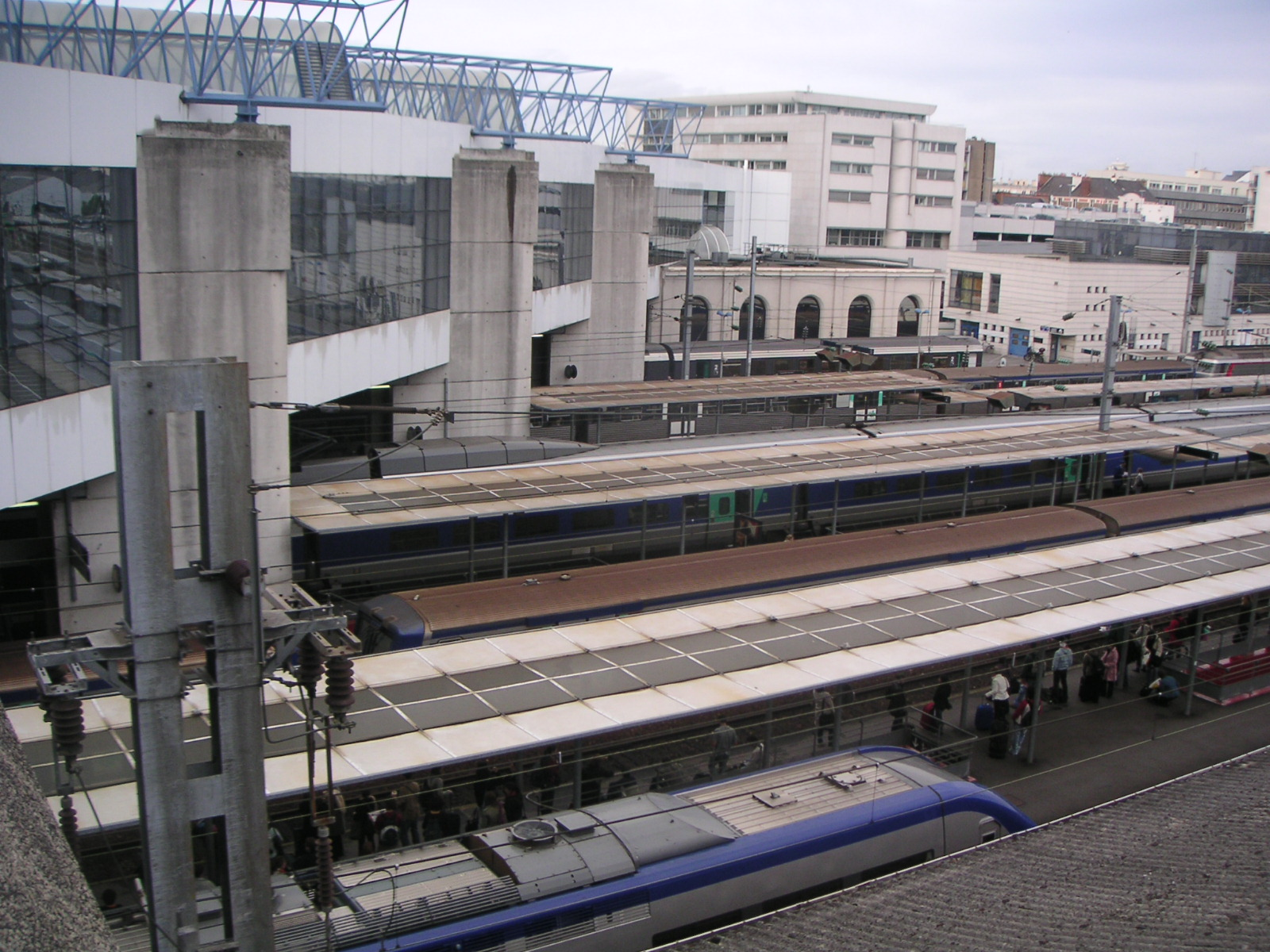
Dworzec kolejowy w Rennes

RFF, Réseau ferré de France (z fr. Sieć Kolei Francuskich) – zlikwidowane francuskie przedsiębiorstwo publiczne, zarządzające krajową infrastrukturą kolejową, działające w latach 1997–2014.
Utworzone w roku 1997 przedsiębiorstwo było właścicielem 1 080 km² terenów, na których znajdowały się tory kolejowe, za których utrzymanie i rozbudowę było odpowiedzialne. W 2009 roku sieć kolejowa liczyła 29 273 km torów, z czego 15 687 km było zelektryfikowanych, a 1884 km stanowiły linie dużych prędkości (LGV). Przed utworzeniem RFF zajmował się tym francuski przewoźnik narodowy SNCF za pośrednictwem swojej sekcji eksploatacji. 
Przedsiębiorstwo zostało zlikwidowane 31 grudnia 2014 roku, a jego kompetencje przejęła z dniem 1 stycznia 2015 roku nowo utworzona spółka SNCF Réseau. 
Rząd Francji utworzył RFF z kilku powodów:
- Dostosowania transportu kolejowego do dyrektyw Unii Europejskiej, które wymagają oddzielenia zarządzania siecią kolejową od działalności przewozowej.
- Umożliwienia zmiany SNCF w kierunku przedsiębiorstwa kolejowego, zdolnego do konkurencji z innymi przewoźnikami kolejowymi.
- Rozwiązania problemów zadłużenia kolei we Francji poprzez przerzucenie na RFF części długu, związanej z infrastrukturą kolejową.
- Zachowania jednorodności SNCF, ewentualny podział tej firmy byłby potraktowany jako casus belli przez związki zawodowe kolejarzy.

Jako zarządca sieci kolejowej, RFF udostępniało na zasadach komercyjnych szlaki kolejowe przewoźnikom, co w przyszłości miało umożliwić finansowanie utrzymania i rozbudowy sieci kolejowej. Wyłącznym klientem RFF było SNCF (z kilkoma nieznacznymi wyjątkami).
Utworzenie RFF jako przedsiębiorstwa niezależnego od SNCF w sensie prawnym miało pozwolić na otwarcie francuskiego rynku kolejowego dla innych przewoźników, krajowych lub zagranicznych, i umożliwić konkurencję na tym rynku. Pierwszym przedsiębiorstwem prywatnym we Francji, które wystąpiło o licencję na przewozy kolejowe i otrzymało ją, jest Europorte 2, filia firmy Eurotunel. Rynek przewozów towarowych we Francji jest teoretycznie otwarty od 15 marca 2003, podczas gdy konkurencja na rynku przewozów pasażerskich nie istnieje.
Szczególną cechą francuskiego systemu kolejowego był fakt, że RFF, choć było teoretycznie właścicielem i zarządcą infrastruktury kolejowej, to jednak całość prac związana z prowadzeniem ruchu pociągów i utrzymaniem infrastruktury była wykonywana przez SNCF, na podstawie porozumienia między tymi przedsiębiorstwami. W roku 2003 SNCF otrzymało od RFF 2,6 mld EUR z tego tytułu. Wynika to z faktu, że RFF nie posiadało odpowiedniego zaplecza do tego typu prac i liczyło jedynie ok. 500 pracowników.